# Расипачи минералног ђубрива
Расипачи минералног ђубрива су пољопривредне машине које служе за наношење гранула минералног ђубрива на земљиште.

## Делови и принцип рада
Расипачи имају следеће основне делове: сандук (магацин) за пријем ђубрива, апарат за расипање са уређајем за његов погон, уређај за подешавање количине расипања и мешалицу. Погон расипач добија преко возних точкова или од прикључног вратила, а постоје и ношена и вучена верзија. Прва је мањих, док је вучена већих капацитета. 
Сва минерална ђубрива имају мање или веће корозивно дејство па делови расипача који су у контакту са њима морају да буду од нерђајућег метала или пластичних маса. Због хигроскопности ђубрива постоји опасност од слепљивања и стварања грудви што може да направи застој у расипању. Ову појаву спречава мешалица у сандуку, а и употреба гранулисаних ђубрива уместо прашкастих.

## Типови расипача
Према апаратима за расипање расипачи могу да буду механички и пнеуматски. Пнеуматски су новијег датума и мало су у употреби. Код механичких апарат може да буде на горњем делу сандука (са горњим избацивањем) или, много чешће, на доњем. Типови апарата су: (1) са тањирима, (2) са бескрајном траком, (3) са пужастим избацивачем, (4) са бескрајним ланцем, (5) центрифугални и (6) са осцилаторном лулом. Последња два су најчешћи.

### Центрифугални расипач
Центрифугални расипач има хоризонтални диск са перајима који се окреће и на кога падају грануле. Добра страна му је велики радни учинак (ширина разбацивања 6-10 m, брзина преко 10 km/h), а мана мања равномерност избацивања. 

### Расипач са осцилаторном лулом
Расипач са осцилаторном лулом има равномерније расипање, које се остварује осцилирањем луле лево-десно у хоризонталној равни.

## Извор
- Грбић, М. (2010): Производња садног материјала – Технологија производње украсних садница. Универзитет у Београду. Београд  978-86-7299-174-1